# L84
L'L84 è una squadra italiana di calcio a 5, con sede a Volpiano. Milita in Serie A, massima serie del campionato italiano di calcio a 5.

## Storia
La società viene fondata nel 2003 e partecipa ai campionati amatoriali fino al 2011. Al primo anno d'iscrizione, si aggiudica la promozione in Serie C2 e la Coppa Piemonte Serie D. La stagione 2013/2014 incorona la L84 vincitrice dei playoff, con conseguente salto nella categoria superiore. L'esperienza in Serie C1 dura soltanto un anno e termina con l'accesso al primo campionato nazionale: la Serie B.
Nel campionato cadetto, la squadra di Volpiano trascorre tre anni, culminati con la promozione in Serie A2. Dopo due stagioni, arriva il Covid a complicare i piani del presidente Bonaria. La stagione 2019-20 viene annullata a causa della pandemia e i sogni neroverdi rinviati all'anno successivo. Nell'ultimo turno di campionato della Serie A2 2020/21, la L84 conquista l'accesso in Serie A grazie a un gol di Cesar Turello arrivato a soli 40 secondi dal termine della gara, fin lì ferma sullo 0-0.

## Cronistoria
| Cronistoria della L84 |
| --- |
| - 2003 · Fondazione dell'L84. - 2003-2011 · Attiva nei campionati amatoriali. - 2011-12 · 1ª nel girone ? di Serie D Piemonte. Promossa in Serie C2. Vince la Coppa Piemonte di Serie D (1º titolo). - 2012-13 · ? nel girone ? di Serie C2 Piemonte. - 2013-14 · ? nel girone ? di Serie C2 Piemonte. Promossa in Serie C1. Vince i play-off promozione. - 2014-15 · 1ª in Serie C1 Piemonte. Promossa in Serie B. - 2015-16 · 3ª nel girone A di Serie B. 1º turno dei play-off promozione. Sedicesimi di finale di Coppa Italia di Serie B. - 2016-17 · 2ª nel girone A di Serie B. Semifinalista play-off promozione. Sedicesimi di finale di Coppa Italia di Serie B. - 2017-18 · 1ª nel girone A di Serie B. Promossa in Serie A2. 2º turno di Coppa Italia di Serie B. 1º turno di Coppa della Divisione. - 2018-19 · 5ª nel girone A di Serie A2. 1º turno di Coppa Italia di Serie A2. Ottavi di finale di Coppa della Divisione. - 2019-20 · 3ª nel girone A di Serie A2. Quarti di finale di Coppa della Divisione. - 2020-21 · 1ª nel girone A di Serie A2. Promossa in Serie A. Quarti di finale di Coppa Italia di Serie A2. - 2021-22 · 12ª in Serie A. Retrocessa in Serie A2, viene ripescata. Sconfitta ai play-out. - 2022-23 · 7ª in Serie A. Quarti di finale play-off scudetto. 1º turno di Coppa Italia. Vince la Coppa della Divisione (1º titolo). - 2023-24 · 2ª in Serie A. Semifinalista play-off scudetto. Semifinalista di Coppa Italia. 2º turno di Coppa della Divisione. Finalista di Supercoppa italiana. - 2024-25 · 7ª in Serie A. Quarti di finale play-off scudetto. Quarti di finale di Coppa Italia. Fase a gironi di Coppa della Divisione. |

## Statistiche

### Partecipazioni ai campionati
| Livello | Categoria | Partecipazioni | Debutto   | Ultima stagione | Totale |
| ------- | --------- | -------------- | --------- | --------------- | ------ |
| 1º      | Serie A   | 4              | 2021-2022 | 2023-2024       | 4      |
| 2º      | Serie A2  | 3              | 2018-2019 | 2020-2021       | 3      |
| 3º      | Serie B   | 3              | 2015-2016 | 2017-2018       | 3      |
| 4º      | Serie C1  | 1              | 2014-2015 | 2014-2015       | 1      |
| 5º      | Serie C2  | 2              | 2012-2013 | 2013-2014       | 2      |
| 6º      | Serie D   | 1              | 2011-2012 | 2011-2012       | 1      |

## Palmarès

### Competizioni nazionali
- Coppa della Divisione: 1
2022-23
- Campionato di Serie A2: 1
2020-21 (girone A)
- Campionato di Serie B: 1
2017-18 (girone A)

### Competizioni giovanili
- Campionato Under-17: 1
 2021-2022

## Organigramma
- Presidente: Lorenzo Bonaria
- Vice Presidente: Alessio Messina
- Amministratore Delegato: Jonatha Falco
- Head of Marketing & commercial: Antonio Martelli
- Direttore Generale: Alberto Ballarin
- Responsabile Amministrazione: Stefania Sità
- Direttore Tecnico L84 Academy & School: Edu Dias
- Social Media & Multimedia: Stefano Ressico
- Ufficio Stampa: Enrico Coggiola
- Sponsor & Partnership: Regina Ussello
- Segreteria: Rita Dantuono
- Fotografo: Roberto D'Urzo

## Organico

### Rosa 2024-2025
| N° | Naz. | Ruolo | Sportivo             | Anno       |  |  |
| -- | --- | ----- | -------------------- | ---------- |  |  |
| 5  | Argentina (bandiera) | DIF   | Maximiliano Rescia   | 29.10.1987 |  |  |
| 6  | Marocco (bandiera) · Spagna (bandiera) | UNI   | Tuli                 | 26.06.1992 |  |  |
| 7  | Italia (bandiera) | LAT   | Giuliano Fortini     | 08.09.1996 |  |  |
| 8  | Brasile (bandiera) | LAT   | Lucas Siqueira       | 22.07.2000 |  |  |
| 10 | Spagna (bandiera) | LAT   | Josiko               | 12.05.1992 |  |  |
| 13 | Brasile (bandiera) | PIV   | Lucas Braga Da Silva | 12.09.1995 |  |  |
| 17 | Argentina (bandiera) | UNI   | Leandro Cuzzolino    | 21.05.1987 |  |  |
| 18 | Italia (bandiera) · Brasile (bandiera) | LAT   | Wellington Coco      | 20.01.1998 |  |  |
| 19 | Italia (bandiera) | POR   | Marco Pasculli       | 19.03.1991 |  |  |
| 21 | Brasile (bandiera) | LAT   | Murilo Schiochet     | 09.01.1993 |  |  |
| 22 | Italia (bandiera) | POR   | Fabio Tondi          | 24.11.1993 |  |  |
| 23 | Brasile (bandiera) | PIV   | Pedro Mendes         | 23.04.2006 |  |  |
| 29 | Italia (bandiera) | POR   | Giuseppe De Rienzo   | 20.11.2007 |  |  |
|    | [[File:Non hai inserito il nome/codice della ''nazione''! Leggi il manuale del template che stai usando!\|class=noviewer\|Non hai inserito il nome/codice della nazione! Leggi il manuale del template che stai usando! (bandiera)\|20x16px]] |       |                      |            |  |  |
| 80 | Italia (bandiera) | DIF   | Mattia Raguso        | 03.06.1995 |  |  |

### Staff Tecnico
- Alfredo Paniccia - Allenatore
- Michele Barbieri - Allenatore in seconda
- Juan Batista - Preparatore atletico
- Matteo Angelino - Preparatore atletico
- Marco Pasculli - Preparatore dei portieri
- Andrea Bianco – Medico Sociale
- Gianluca Blini – Fisioterapista
- Andrea Massara - Fisioterapista